# Goddess in the Doorway
Goddess in the Doorway es el cuarto álbum en solitario de Mick Jagger, lanzado en el 19 de noviembre de 2001. La placa marcó su primer lanzamiento con Virgin Records, empresa con la cual The Rolling Stones venían trabajando desde 1991.

## Historia del disco
Después de su álbum solista Wandering Spirit; y de Voodoo Lounge y Bridges to Babylon de The Rolling Stones, Jagger comenzó a trabajar en maquetas y demos en 2000, llegando finalmente al estudio de grabación en la primavera de 2001.
Aunque Jagger trabajaría principalmente con Marti Frederiksen y Matt Clifford como productores, también reclutó a Lenny Kravitz y Wyclef Jean para la creación Goddess in the Doorway. Si bien las canciones fueran compuestas en gran parte por Jagger, se esforzó por trabajar con colaboradores de la talla de Lenny Kravitz y Rob Thomas, vocalista de la banda Matchbox Twenty. Las sesiones de grabación de varias de las canciones del álbum fueron incluidas en el documental Being Mick.

## Grabación
Durante las sesiones de grabación del disco se acercaron varios amigos de Jagger que aportaron en el disco, incluyendo a Bono, Pete Townshend, Rob Thomas, Joe Perry, Lenny Kravitz y Wyclef Jean. Townshend, de hecho, fue la fuerza iniciadora para la realización del álbum. Después de escuchar algunos de los demos de Jagger, le dijo que no sonaban como canciones de los Stones y que debería grabarlas por su cuenta.
En el verano de 2001, Jagger se topó con Missy Elliott y le pidió que formara parte del álbum. En su hotel en Nueva York, Jagger le presentó el material con el que contaba. Después de la reunión, los representantes de ambos artistas confirmaron que trabajarían juntos la canción «Hide Away», sin embargo, debido a conflictos en sus calendarios, esta colaboración nunca vería la luz. Las colaboraciones de Jagger con el superproductor Rodney Jerkins sufrirían el mismo destino.
Al final del verano del 2001, Goddess in the Doorway estaba finalizado y la canción producida por Lenny Kravitz «God Gave Me Everything» fue posicionado como el sencillo principal en octubre. Aunque la canción no logró convertirse en un éxito significativo, el álbum –híbrido y de diferentes estilos- fue lanzado oficialmente al mes siguiente.

## Recepción
Mientras que la aprobación de la crítica especializada de Goddess in the Doorway fue gratificante para Jagger, el álbum solamente alcanzó el número 44 en el Reino Unido y el número 39 en Estados Unidos. Ha vendido 80 778 copias en el Reino Unido, 330 000 copias en los EE. UU. y más de 1,2 millones de copias a nivel mundial hasta julio de 2014.
El redactor jefe de la revista Rolling Stone, Jann Wenner, le otorgó cinco estrellas con la calificación de clásico instantáneo. Sin embargo, no todo el mundo fue tan efusivo, Keith Richards llamó a la placa "Dogshit In The Doorway".
Después del lanzamiento del álbum, Jagger volvió a trabajar con The Rolling Stones en Forty Licks y A Bigger Bang; y sus respectivas Licks Tour y A Bigger Bang Tour. También trabajó junto con David A. Stewart para la banda sonora de la película Alfie de 2004. Lanzó en el 2007 la colección con sus mejores temas solistas en el disco The Very Best of Mick Jagger.

## Lista de canciones
| N.º   | Título | Escritor(es)                           | Duración |  |
| 1.    | «Visions of Paradise» | Mick Jagger, Rob Thomas, Matt Clifford | 4:02     |  |
| 2.    | «Joy» | Jagger                                 | 4:41     |  |
| 3.    | «Dancing in the Starlight» | Jagger, Clifford                       | 4:06     |  |
| 4.    | «God Gave Me Everything» | Jagger, Lenny Kravitz                  | 3:34     |  |
| 5.    | «Hide Away» | Jagger                                 | 4:31     |  |
| 6.    | «Don't Call Me Up» | Jagger                                 | 5:14     |  |
| 7.    | «Goddess in the Doorway» | Jagger, Clifford                       | 4:56     |  |
| 8.    | «Lucky Day» | Jagger                                 | 4:51     |  |
| 9.    | «Everybody Getting High» | Jagger                                 | 3:55     |  |
| 10.   | «Gun» | Jagger, Clifford                       | 4:39     |  |
| 11.   | «Too Far Gone» | Jagger                                 | 4:34     |  |
| 12.   | «Brand New Set of Rules» (solo dura 3:36; es seguida por 2:56 de silencio y la pista oculta "Goddess in the Doorway (Cocktail Version) de 1:07) | Jagger                                 | 7:39     |  |
| 56:42 | |                                        |          |  |

## Personal
- Mick Jagger: voz, guitarra acústica, eléctrica y slide, armónica, percusión, coros
- Robert Aaron: teclados, trompa, flauta
- Kenny Aronoff: batería, persecución nativa americana
- Ian Thomas: batería
- Bono: voz en «Joy»
- Lenny Castro: percusión
- Paul Clarvis: percusión
- Matt Clifford: piano, órgano Hammond, piano Rhodes, melotron, teclados, sintetizadores, coros, programación, arreglos de cuerdas y vientos
- Kyle Cook: guitarra eléctrica en «Visions of Paradise»
- Mike Dolan: guitarra
- Jerry Duplessis: bajo
- Christian Frederickson: bajo
- Marti Frederiksen: guitarra eléctrica y acústica, batería, coros, smples, arreglos de cuerda
- Martin "Max" Heyes: programación de batería
- Elizabeth Jagger: coros en «Brand New Set of Rules»
- Georgia May Jagger: coros en «Brand New Set of Rules»
- Wyclef Jean: guitarra eléctrica y clásica en «Hide Away»
- Jim Keltner: batería
- Steve Knightley: chelo
- Lenny Kravitz: guitarra eléctrica, bajo, batería, pandereta, coros en «God Gave Me Everything»
- Milton McDonald: guitarra
- Joe Perry: guitarra en «Everybody Getting High» y «Too Far Gone»
- Mikal Reid: trompeta y programación
- Pamela Quinlan: coros
- Craig Ross: guitarra acústica de 12 cuerdas
- Neil Sidewell: trombón
- Steve Sidwell: trompeta
- Phil Spalding: bajo
- Rob Thomas: coros en «Visions of Paradise»
- Pete Townshend: guitarra en «Joy» y «Gun»
- Ruby Turner: coros
- Chris White: saxofón tenor

## Posicionamiento en las listas

### Álbum
| Año  | Lista           | Posición |
| ---- | --------------- | -------- |
| 2001 | UK Top 75 Album | 44       |
| 2001 | Billboard 200   | 39       |
| 2002 | Billboard 200   | 103      |

### Sencillos
| Año  | Sencillo                 | Lista                 | Posición |
| ---- | ------------------------ | --------------------- | -------- |
| 2001 | «God Gave Me Everything» | Mainstream Rock Track | 24       |
| 2002 | «Visions of Paradise»    | UK Top 75 Singles     | 43       |

## Ventas y certificaciones
| País                  | Certificación | Ventas certificadas |
| --------------------- | ------------- | ------------------- |
| Alemania (BVMI)       | Oro           | 150,000^            |
| España (PROMUSICAE)   | Oro           | 50,000^             |
| Estados Unidos (RIAA) | -             | 317,000             |
| Reino Unido (BPI)     | Plata         | 87,778              |

Nota: ^ Cifras de ventas basadas únicamente en la certificación